# Rugby Rovigo
Rugby Rovigo (aus Sponsoringgründen auch Femi CZ genannt) ist ein italienischer Rugby-Union-Verein aus Rovigo. Er spielt in der obersten italienischen Liga Super 10. Die Heimspiele werden im Stadio Mario Battaglini ausgetragen.

## Erfolge

### National
- 13 Meisterschaften:
  - Italienischer Meister: 1951
  - Italienischer Meister: 1952
  - Italienischer Meister: 1953
  - Italienischer Meister: 1954
  - Italienischer Meister: 1961
  - Italienischer Meister: 1962
  - Italienischer Meister: 1963
  - Italienischer Meister: 1976
  - Italienischer Meister: 1979
  - Italienischer Meister: 1988
  - Italienischer Meister: 1990
  - Italienischer Meister: 2016
  - Italienischer Meister: 2021

- 1 Italienischer Pokal:
  - 2020

## Bekannte Spieler
| - Mario Battaglini (Italien) - Stefano Bettarello (Italien) - Carlo Checchinato (Italien) - Alessandro Moscardi (Italien) - Andrea Scanavacca (Italien) - Elio De Anna (Italien) - Naas Botha (Südafrika) - Gert Smal (Südafrika) - Nick Mallett (Südafrika) - Dirk Naudè (Südafrika) |